# Танкред де Готвиль
Танкред Готвиль (Отвиль) (фр. Tancred de Hauteville, ок. 980—1041) — мелкий нормандский барон, основатель могущественной династии Готвилей (Отвилей), представители которой правили в Сицилийском королевстве и Антиохии. О Танкреде мало что известно и его историческое значение зиждется на достижениях его сыновей и остальных потомков. Точное происхождение его неизвестно.

## Биография
Танкред был владельцем небольшого замка Готвиль-ла-Гишар, располагавшегося в районе Кутанса на полуострове Котантен в Нормандском герцогстве. Под его властью была «армия» в 10 рыцарей. Герцог Нормандии Ричард I последовательно выдал за него замуж двух своих незаконных дочерей. У Танкреда было 12 сыновей от двух жён, а также несколько дочерей. Поскольку отцовские владения были малы и делить их между сыновьями возможности не было, то многие его сыновья отправились добывать себе владения в других местах.

## Брак и дети

Герб дома Готвиль

1-я жена: с ок.1010 Мориелла (ок.990—ок.1025), незаконная дочь Ричарда I, герцога Нормандии. Дети:
- Вильгельм (Гильом) Железная Рука (ум.1046), граф Апулии с 1042
- Дрого (до 1008 — август 1051), сеньор Венозы с 1042, граф Мельфи и Апулии с 1046
- Онфруа (Хэмфри) (ум. август 1057), граф Мельфи и Апулии с 1051
- Жоффруа (Готфрид) (ум.1063), сеньор де Готвиль 1041—1053/1056, граф Капитаната с 1059
- Серло I, сеньор де Готвиль с 1041
- Беатрис

2-я жена: Фразенда (ок.995—ок.1057), незаконная дочь Ричарда I, герцога Нормандии, и Гуннор де Крепон
- Роберт Гвискар (1016 — 17 июля 1085), граф Апулии с 1057, герцог Апулии, Калабрии и Сицилии с 1059
- Можер (1020—1057), граф Капинанта с 1056
- Вильгельм (Гильом) (ок.1027 — 1080)
- Альваред (Обри)
- Гумберт (Умберт)
- Танкред
- Фредезенда; муж: Ричард I (ум.1078), граф Аверзы с 1049, князь Капуи с 1058, сеньор Гаеты с 1059
- Рожер I Боссо (1031 — 22 июня 1101), граф Сицилии с 1072